# Vlacq (cràter)

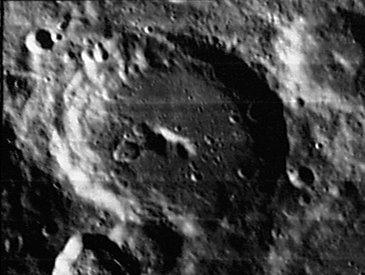
Fotografia de la missió Lunar Orbiter 4

Vlacq és un prominent cràter d'impacte localitzat en la part sud-est de la Lluna, que apareix escorat quan es veu des de la Terra. Aquest cràter és adjacent al bord nord-est de Hommel, més gran, i al bord nord-oest de Rosenberger.

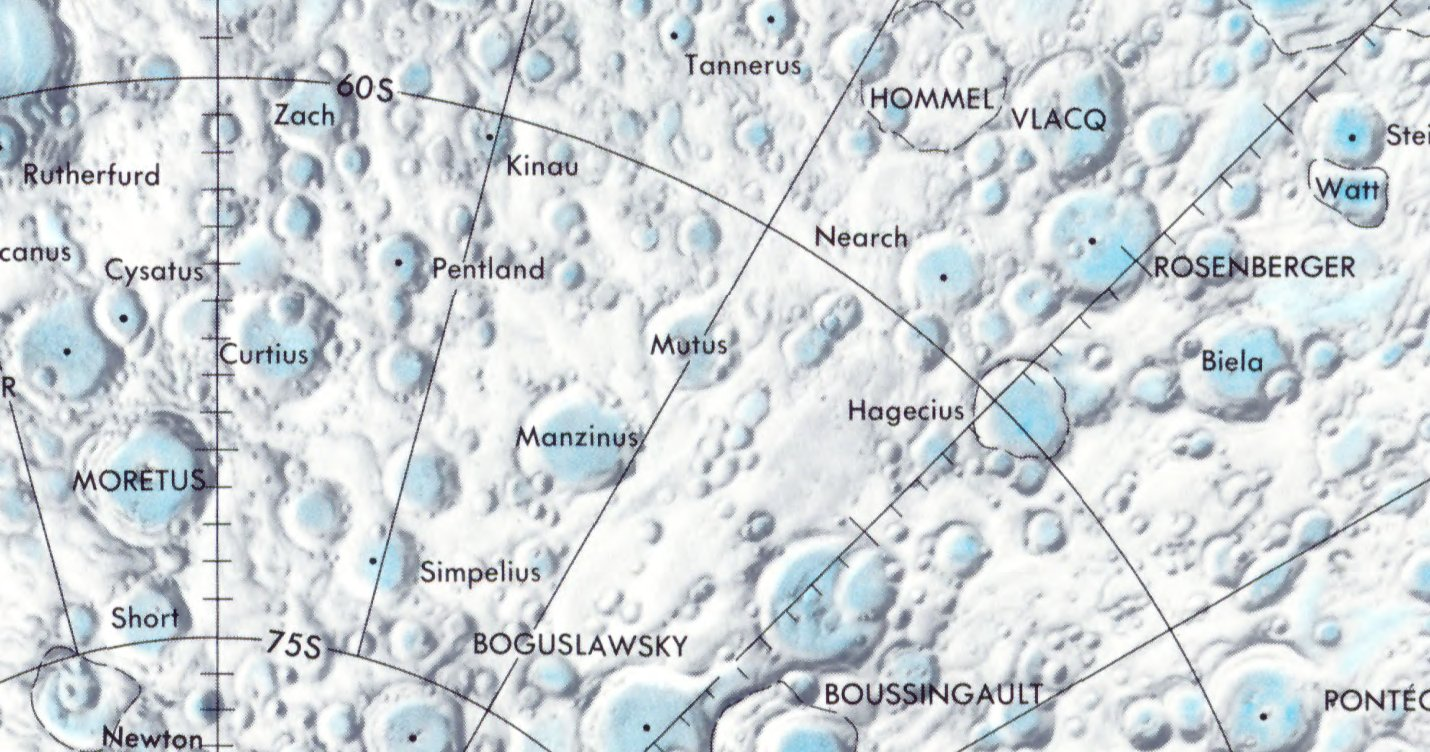
Localització de Vlacq (quadrant superior dret de la imatge)

El cràter s'ha erosionat, però no amb la mateixa intensitat que els grans cràters veïns. El cràter satèl·lit Vlacq G envaeix el bord sud de Vlacq, i els cràters Vlacq A i Vlacq B formen una parella d'impactes enllaçats. El cràter satèl·lit Vlacq C està molt proper a la citada parella de cràters.
El sòl interior de Vlacq ha estat reconstituït per la lava, deixant una base gairebé anivellada. No obstant això, la meitat sud-oest del pis ha estat envaïda pels materials ejectats procedents d'impactes propers. En el punt central del sòl es localitza un massís arrodonit d'uns 15 quilòmetres de llarg, l'eix major del qual té direcció nord-oest. El sòl conté nombrosos petits cràters, així com diverses restes de cràters palimpsests en la meitat occidental. El més notable d'aquests és una depressió circular situada a l'oest del pic central.

## Cràters satèl·lit
Per convenció aquests elements són identificats en els mapes lunars posant la lletra en el costat del punt central del cràter que està més proper a Vlacq.
|       | \| Vlacq \| Coordenades \| Diàmetre \| \| ----- \| ------------------------------------ \| -------- \| \| A \| 51° 12′ S, 38° 54′ E / 51.2°S,38.9°E \| 17 km \| \| B \| 51° 00′ S, 39° 42′ E / 51.0°S,39.7°E \| 18 km \| \| C \| 50° 18′ S, 39° 24′ E / 50.3°S,39.4°E \| 19 km \| \| D \| 48° 42′ S, 36° 12′ E / 48.7°S,36.2°E \| 34 km \| \| E \| 52° 00′ S, 36° 12′ E / 52.0°S,36.2°E \| 11 km \| \| G \| 54° 54′ S, 38° 06′ E / 54.9°S,38.1°E \| 27 km \| \| H \| 47° 54′ S, 34° 54′ E / 47.9°S,34.9°E \| 11 km \| \| K \| 51° 12′ S, 36° 36′ E / 51.2°S,36.6°E \| 12 km \| |          |
| Vlacq | Coordenades | Diàmetre |
| A     | 51° 12′ S, 38° 54′ E / 51.2°S,38.9°E | 17 km    |
| B     | 51° 00′ S, 39° 42′ E / 51.0°S,39.7°E | 18 km    |
| C     | 50° 18′ S, 39° 24′ E / 50.3°S,39.4°E | 19 km    |
| D     | 48° 42′ S, 36° 12′ E / 48.7°S,36.2°E | 34 km    |
| E     | 52° 00′ S, 36° 12′ E / 52.0°S,36.2°E | 11 km    |
| G     | 54° 54′ S, 38° 06′ E / 54.9°S,38.1°E | 27 km    |
| H     | 47° 54′ S, 34° 54′ E / 47.9°S,34.9°E | 11 km    |
| K     | 51° 12′ S, 36° 36′ E / 51.2°S,36.6°E | 12 km    |